# Piscataway
Piscataway (Conoy vlastiti, Piscatawa), glavno pleme Algonquian konfederacije Conoy nastanjenih u ranom 17. stoljeću u šumovitim predjelima okruga Prince Georges duž rijeke Potomac u današnjem Marylandu. Glavno selo također se zvalo Piscataway u kojem je 1634, u vrijeme engleske okupacije, vladao vrhovni poglavica Conoya, a 1640., u njemu je utemneljena jezuitska misija koja je dvije godine kasnije napuštena. Danas su podijeljeni na 3 bande: Cedarville Band, Turtle Band i Beaver Band. 

## Vanjske poveznice
- The Cedarville Band of Piscataway Indians  Arhivirana inačica izvorne stranice od 3. listopada 2014. (Wayback Machine)